# CONCACAF Gold Cup 1993
De CONCACAF Gold Cup 1993 was de tweede editie van de CONCACAF Gold Cup, het voetbalkampioenschap van Noord- en Centraal-Amerika (CONCACAF). De acht deelnemers werden in twee groepen verdeeld van vier landen. Groep A werd gehouden in de Verenigde Staten (Dallas) en Mexico (Mexico-Stad).

## Deelnemende landen
| Team                                                                      | Kwalificatie           | Aantal deelnames       |
| Noord-Amerikaanse zone                                                    | Noord-Amerikaanse zone | Noord-Amerikaanse zone |
| ------------------------------------------------------------------------- | ---------------------- | ---------------------- |
| Verenigde Staten (t)                                                      | Gastland               | 2de                    |
| Mexico                                                                    | Gastland               | 2de                    |
| Canada                                                                    | Automatisch            | 2de                    |
| Caraïben gekwalificeerd na deelname aan de Caribbean Cup 1993             |                        |                        |
| Martinique                                                                | Winnaar                | 1ste                   |
| Jamaica                                                                   | 2e plek                | 2de                    |
| Centraal-Amerika gekwalificeerd na deelname aan de UNCAF Nations Cup 1993 |                        |                        |
| Honduras                                                                  | Winnaar                | 2de                    |
| Costa Rica                                                                | 2e plek                | 2de                    |
| Panama                                                                    | 3e plek                | 1ste                   |

- (t) = titelverdediger

## Speelsteden
| Mexico-Stad                        | · Mexico-Stad | Dallas                         | · Dallas |
| Aztekenstadion Capaciteit: 105.000 | · Mexico-Stad | Cotton Bowl Capaciteit: 71.615 | · Dallas |
|                                    | · Mexico-Stad |                                | · Dallas |

## Groepsfase

### Groep A
| Land             | Wed | Win | Gel | Ver | DV | DT | +/− | Pnt |
| ---------------- | --- | --- | --- | --- | -- | -- | --- | --- |
| Verenigde Staten | 3   | 3   | 0   | 0   | 4  | 1  | +3  | 6   |
| Jamaica          | 3   | 1   | 1   | 1   | 4  | 3  | +1  | 3   |
| Honduras         | 3   | 1   | 0   | 2   | 6  | 5  | +1  | 2   |
| Panama           | 3   | 0   | 1   | 2   | 3  | 8  | –5  | 1   |

|                                 |                                                                 |                  |           |                                                                                |
| 10 juli 1993 «onderlinge duels» | Honduras                                                        | 5 – 1            | Panama    | Cotton Bowl, Dallas Toeschouwers: 11.642 Scheidsrechter: Padilla ( Costa Rica) |
| 10 juli 1993 «onderlinge duels» | Gayle 25' Bennett 51', 69' (pen.), 83' (pen.) Pineda Chacón 54' | Wedstrijdverslag | Julio 30' | Cotton Bowl, Dallas Toeschouwers: 11.642 Scheidsrechter: Padilla ( Costa Rica) |

|                                 |                  |                  |         |                                                                              |
| 10 juli 1993 «onderlinge duels» | Verenigde Staten | 1 – 0            | Jamaica | Cotton Bowl, Dallas Toeschouwers: 11.642 Scheidsrechter: Ulloa ( Costa Rica) |
| 10 juli 1993 «onderlinge duels» | Wynalda 67'      | Wedstrijdverslag |         | Cotton Bowl, Dallas Toeschouwers: 11.642 Scheidsrechter: Ulloa ( Costa Rica) |

|                                 |                                |                  |                    |                                                                                         |
| 14 juli 1993 «onderlinge duels» | Jamaica                        | 3 – 1            | Honduras           | Cotton Bowl, Dallas Toeschouwers: 13.771 Scheidsrechter: Arturo Brizio Carter ( Mexico) |
| 14 juli 1993 «onderlinge duels» | Jarrett 28' Davis 48' Boyd 78' | Wedstrijdverslag | Bennett 18' (pen.) | Cotton Bowl, Dallas Toeschouwers: 13.771 Scheidsrechter: Arturo Brizio Carter ( Mexico) |

|                                 |                        |                  |             |                                                                                       |
| 14 juli 1993 «onderlinge duels» | Verenigde Staten       | 2 – 1            | Panama      | Cotton Bowl, Dallas Toeschouwers: 13.771 Scheidsrechter: Roberto Parisius ( Suriname) |
| 14 juli 1993 «onderlinge duels» | Wynalda 69' Dooley 74' | Wedstrijdverslag | Piggott 33' | Cotton Bowl, Dallas Toeschouwers: 13.771 Scheidsrechter: Roberto Parisius ( Suriname) |

|                                 |           |                  |                     |                                                                                    |
| 17 juli 1993 «onderlinge duels» | Jamaica   | 1 – 1            | Panama              | Cotton Bowl, Dallas Toeschouwers: 18.527 Scheidsrechter: Antonio Marrufo ( Mexico) |
| 17 juli 1993 «onderlinge duels» | Davis 76' | Wedstrijdverslag | Mendieta 50' (pen.) | Cotton Bowl, Dallas Toeschouwers: 18.527 Scheidsrechter: Antonio Marrufo ( Mexico) |

|                                 |                  |                  |          |                                                                                   |
| 17 juli 1993 «onderlinge duels» | Verenigde Staten | 1 – 0            | Honduras | Cotton Bowl, Dallas Toeschouwers: 18.527 Scheidsrechter: Robert Sawtell ( Canada) |
| 17 juli 1993 «onderlinge duels» | Lalas 29'        | Wedstrijdverslag |          | Cotton Bowl, Dallas Toeschouwers: 18.527 Scheidsrechter: Robert Sawtell ( Canada) |

### Groep B
| Land       | Wed | Win | Gel | Ver | DV | DT | +/− | Pnt |
| ---------- | --- | --- | --- | --- | -- | -- | --- | --- |
| Mexico     | 3   | 2   | 1   | 0   | 18 | 1  | 17  | 5   |
| Costa Rica | 3   | 1   | 2   | 0   | 5  | 3  | 2   | 4   |
| Canada     | 3   | 0   | 2   | 1   | 3  | 11 | –8  | 2   |
| Martinique | 3   | 0   | 1   | 2   | 3  | 14 | –11 | 1   |

|                                 |             |                  |            |                                                                                         |
| 11 juli 1993 «onderlinge duels» | Canada      | 1 – 1            | Costa Rica | Aztekenstadion, Mexico-Stad Toeschouwers: 48.000 Scheidsrechter: Mark Forde ( Brazilië) |
| 11 juli 1993 «onderlinge duels» | Dasovic 43' | Wedstrijdverslag | Myers 82'  | Aztekenstadion, Mexico-Stad Toeschouwers: 48.000 Scheidsrechter: Mark Forde ( Brazilië) |

|                                 |                                                                           |                  |            |                                                                                               |
| 11 juli 1993 «onderlinge duels» | Mexico                                                                    | 9 – 0            | Martinique | Aztekenstadion, Mexico-Stad Toeschouwers: 48.000 Scheidsrechter: José Alvarado ( El Salvador) |
| 11 juli 1993 «onderlinge duels» | Zaguinho 11', 21', 29', 54', 76', 84', 90' R. Ramírez 40' Hernández 90+1' | Wedstrijdverslag |            | Aztekenstadion, Mexico-Stad Toeschouwers: 48.000 Scheidsrechter: José Alvarado ( El Salvador) |

|                                 |                        |                  |                           |                                                                                       |
| 15 juli 1993 «onderlinge duels» | Canada                 | 2 – 2            | Martinique                | Aztekenstadion, Mexico-Stad Toeschouwers: 80.000 Scheidsrechter: Sabillón ( Honduras) |
| 15 juli 1993 «onderlinge duels» | Aunger 25' Bunbury 43' | Wedstrijdverslag | Gertrude 53' Fondelot 86' | Aztekenstadion, Mexico-Stad Toeschouwers: 80.000 Scheidsrechter: Sabillón ( Honduras) |

|                                 |                    |                  |             | |
| 15 juli 1993 «onderlinge duels» | Mexico             | 1 – 1            | Costa Rica  | Aztekenstadion, Mexico-Stad Toeschouwers: 80.000 Scheidsrechter: Ramesh Ramdhan ( Trinidad en Tobago) |
| 15 juli 1993 «onderlinge duels» | Delgado 74' (e.d.) | Wedstrijdverslag | Cayasso 30' | Aztekenstadion, Mexico-Stad Toeschouwers: 80.000 Scheidsrechter: Ramesh Ramdhan ( Trinidad en Tobago) |

|                                 |                            |                  |                   |                                                                                                 |
| 18 juli 1993 «onderlinge duels» | Costa Rica                 | 3 – 1            | Martinique        | Aztekenstadion, Mexico-Stad Toeschouwers: 100.000 Scheidsrechter: Majid Jay ( Verenigde Staten) |
| 18 juli 1993 «onderlinge duels» | Myers 28' Cayasso 69', 87' | Wedstrijdverslag | Tinmar 59' (pen.) | Aztekenstadion, Mexico-Stad Toeschouwers: 100.000 Scheidsrechter: Majid Jay ( Verenigde Staten) |

|                                 |                                                                     |                  |        | |
| 18 juli 1993 «onderlinge duels» | Mexico                                                              | 8 – 0            | Canada | Aztekenstadion, Mexico-Stad Toeschouwers: 100.000 Scheidsrechter: Raúl Domínguez ( Verenigde Staten) |
| 18 juli 1993 «onderlinge duels» | Rodríguez 4', 67' Mora 24', 30' Zaguinho 32', 34' Salvador 83', 88' | Wedstrijdverslag |        | Aztekenstadion, Mexico-Stad Toeschouwers: 100.000 Scheidsrechter: Raúl Domínguez ( Verenigde Staten) |

## Knock-outfase
|  | halve finale          | halve finale          |   |                       | finale                | finale |
|  |                       |                       |   |                       |                       |        |
|  | 22 juli – Dallas      |                       |   |                       |                       |        |
|  | Verenigde Staten      | 1                     |   |                       |                       |        |
|  | Costa Rica            | 0                     |   |                       |                       |        |
|  |                       |                       |   |                       |                       |        |
|  |                       |                       |   |                       | 25 juli – Mexico-Stad |        |
|  |                       |                       |   |                       | Verenigde Staten      | 0      |
|  |                       | Mexico                | 4 |                       |                       |        |
|  |                       |                       |   |                       |                       |        |
|  |                       |                       |   |                       | derde plaats          |        |
|  | 22 juli – Mexico-Stad | 22 juli – Mexico-Stad |   | 25 juli – Mexico-Stad | 25 juli – Mexico-Stad |        |
|  | Mexico                | 6                     |   | Jamaica               | 1                     |        |
|  | Jamaica               | 1                     |   |                       | Costa Rica            | 1      |

### Halve finale
|                                 |                  |                  |            |                                                                                        |
| 22 juli 1993 «onderlinge duels» | Verenigde Staten | 1 – 0 (gg)       | Costa Rica | Cotton Bowl, Dallas Toeschouwers: 14.826 Scheidsrechter: Ramdhan ( Trinidad en Tobago) |
| 22 juli 1993 «onderlinge duels» | Kooiman 103'     | Wedstrijdverslag |            | Cotton Bowl, Dallas Toeschouwers: 14.826 Scheidsrechter: Ramdhan ( Trinidad en Tobago) |

|                                 |                                                        |                  |            |                                                                                     |
| 22 juli 1993 «onderlinge duels» | Mexico                                                 | 6 – 1            | Jamaica    | Aztekenstadion, Mexico-Stad Toeschouwers: 110.000 Scheidsrechter: Escobar ( Guyana) |
| 22 juli 1993 «onderlinge duels» | Salvador 9', 18', 34' Mora 14' Zaguinho 50' Ambriz 55' | Wedstrijdverslag | Wright 17' | Aztekenstadion, Mexico-Stad Toeschouwers: 110.000 Scheidsrechter: Escobar ( Guyana) |

### Troostfinale
|                                 |             |                             |            |                                                                                             |
| 25 juli 1993 «onderlinge duels» | Costa Rica  | 1 – 1* (nv)                 | Jamaica    | Aztekenstadion, Mexico-Stad Toeschouwers: 130.800 Scheidsrechter: Hayes ( Verenigde Staten) |
| 25 juli 1993 «onderlinge duels» | Guthrie 10' | Wedstrijdverslag[dode link] | Jarret 89' | Aztekenstadion, Mexico-Stad Toeschouwers: 130.800 Scheidsrechter: Hayes ( Verenigde Staten) |

### Finale
|                                 |                                                        |                  |                  |                                                                                     |
| 25 juli 1993 «onderlinge duels» | Mexico                                                 | 0 – 4            | Verenigde Staten | Aztekenstadion, Mexico-Stad Toeschouwers: 130.800 Scheidsrechter: Sawtell ( Canada) |
| 25 juli 1993 «onderlinge duels» | Ambriz 11' Armstrong 31' (e.d.) Zaguinho 69' Cantú 79' | Wedstrijdverslag |                  | Aztekenstadion, Mexico-Stad Toeschouwers: 130.800 Scheidsrechter: Sawtell ( Canada) |

| CONCACAF Gold Cup Winnaar 1993 |
| ------------------------------ |
| MEXICO 1ste titel              |

## Doelpuntenmakers
11 doelpunten
- Zaguinho (Luis Roberto Alves)

5 doelpunten
- Luis Miguel Salvador

4 doelpunten
- Eduardo Bennett

3 doelpunten
- Juan Cayasso
- Octavio Mora

2 doelpunten
- Roy Myers
- Paul Davis

- Devon Jarrett
- Ignacio Ambríz

- Jorge Rodriguez
- Eric Wynalda

1 doelpunt
- Geoff Aunger
- Alex Bunbury
- Nick Dasovic
- Floyd Guthrie
- Giovanni Gayle
- Alex Pineda Chacón
- Walter Boyd

- Hector Wright
- Thierry Fondelot
- Georges Gertrude
- Thierry Tinmar
- Guillermo Cantú
- Juan Hernández
- Ramón Ramírez

- Jesús Julio
- Víctor Mendieta
- Percibal Piggott
- Thomas Dooley
- Cle Kooiman
- Alexi Lalas

Eigen doelpunten
- Javier Delgado (Tegen Mexico)
- Desmond Armstrong (Tegen Mexico)